# Llista de topònims de l'Albi
Llista de topònims (noms propis de lloc) del municipi de l'Albi, a les Garrigues
Informació actualitzada per un bot. Els canvis manuals es perdran quan s'actualitzi!

## cabana
| imatge | Nom                                    | Ubicat a | instància de | Detalls | coordenades                                                          | Protecció | Commons (més fotos) | Dades a WD                    |
| ------ | -------------------------------------- | -------- | ------------ | ------- | -------------------------------------------------------------------- | --------- | ------------------- | ----------------------------- |
|        | corral de l'Arinyó                     | l'Albi   | cabana       |         | 41° 27′ 01″ N, 0° 55′ 32″ E / 41.4502236700645°N,0.92559317806377°E  |           |                     | Modifica les dades a Wikidata |
|        | corral de l'Eugeni Catiu               | l'Albi   | cabana       |         | 41° 27′ 14″ N, 0° 54′ 25″ E / 41.4540221563972°N,0.907071250272883°E |           |                     | Modifica les dades a Wikidata |
|        | corral de la Coma Hospital             | l'Albi   | cabana       |         | 41° 27′ 08″ N, 0° 54′ 58″ E / 41.4522836422388°N,0.915986145918172°E |           |                     | Modifica les dades a Wikidata |
|        | corral de la Masia de la Maria Treseta | l'Albi   | cabana       |         | 41° 26′ 41″ N, 0° 55′ 10″ E / 41.4446012149805°N,0.919487977103353°E |           |                     | Modifica les dades a Wikidata |
|        | corral del Coco                        | l'Albi   | cabana       |         | 41° 25′ 23″ N, 0° 54′ 22″ E / 41.4231463433047°N,0.906053054789519°E |           |                     | Modifica les dades a Wikidata |
|        | corral del Grinyó                      | l'Albi   | cabana       |         | 41° 26′ 22″ N, 0° 54′ 30″ E / 41.439533116484°N,0.908219268043786°E  |           |                     | Modifica les dades a Wikidata |
|        | corral del Josep Pigat                 | l'Albi   | cabana       |         | 41° 26′ 49″ N, 0° 54′ 36″ E / 41.4469331315922°N,0.910004539798611°E |           |                     | Modifica les dades a Wikidata |
|        | corral del Llobera                     | l'Albi   | cabana       |         | 41° 27′ 18″ N, 0° 55′ 37″ E / 41.4550825687476°N,0.926827078527327°E |           |                     | Modifica les dades a Wikidata |
|        | corral del Ros                         | l'Albi   | cabana       |         | 41° 26′ 21″ N, 0° 56′ 23″ E / 41.4391117633113°N,0.939759666643254°E |           |                     | Modifica les dades a Wikidata |
|        | corral del Sord                        | l'Albi   | cabana       |         | 41° 27′ 29″ N, 0° 55′ 29″ E / 41.4580361368386°N,0.92479340951114°E  |           |                     | Modifica les dades a Wikidata |
|        | corral del Virgili                     | l'Albi   | cabana       |         | 41° 26′ 49″ N, 0° 54′ 05″ E / 41.4468129123548°N,0.901425481909922°E |           |                     | Modifica les dades a Wikidata |
|        | pallissa de Cal Castell                | l'Albi   | cabana       |         | 41° 25′ 49″ N, 0° 57′ 03″ E / 41.4301570521124°N,0.950741925803619°E |           |                     | Modifica les dades a Wikidata |
|        | pallissa de Cal Nen                    | l'Albi   | cabana       |         | 41° 25′ 18″ N, 0° 55′ 14″ E / 41.4217168221411°N,0.920589806285674°E |           |                     | Modifica les dades a Wikidata |
|        | pallissa del Pere Mont-ral             | l'Albi   | cabana       |         | 41° 24′ 25″ N, 0° 55′ 41″ E / 41.4068169230729°N,0.927932051094657°E |           |                     | Modifica les dades a Wikidata |

## cabana de volta
| imatge | Nom                              | Ubicat a | instància de    | Detalls                     | coordenades     | Protecció                                  | Commons (més fotos)                     | Dades a WD                    |
| ------ | -------------------------------- | -------- | --------------- | --------------------------- | --------------- | ------------------------------------------ | --------------------------------------- | ----------------------------- |
|        | Construccions de pedra seca I    | l'Albi   | cabana de volta | Estil: arquitectura popular |                 | bé integrant del patrimoni cultural català |                                         | Modifica les dades a Wikidata |
|        | Construccions de pedra seca II   | l'Albi   | cabana de volta | Estil: arquitectura popular | ca:Comellarades | bé integrant del patrimoni cultural català | Construccions de pedra seca II (l'Albi) | Modifica les dades a Wikidata |
|        | Construccions de pedra seca III  | l'Albi   | cabana de volta | Estil: arquitectura popular |                 | bé integrant del patrimoni cultural català |                                         | Modifica les dades a Wikidata |
|        | Construccions de pedra seca IV   | l'Albi   | cabana de volta | Estil: arquitectura popular |                 | bé integrant del patrimoni cultural català |                                         | Modifica les dades a Wikidata |
|        | Construccions de pedra seca IX   | l'Albi   | cabana de volta | Estil: arquitectura popular |                 | bé integrant del patrimoni cultural català |                                         | Modifica les dades a Wikidata |
|        | Construccions de pedra seca V    | l'Albi   | cabana de volta | Estil: arquitectura popular |                 | bé integrant del patrimoni cultural català |                                         | Modifica les dades a Wikidata |
|        | Construccions de pedra seca VI   | l'Albi   | cabana de volta | Estil: arquitectura popular |                 | bé integrant del patrimoni cultural català |                                         | Modifica les dades a Wikidata |
|        | Construccions de pedra seca VII  | l'Albi   | cabana de volta | Estil: arquitectura popular |                 | bé integrant del patrimoni cultural català |                                         | Modifica les dades a Wikidata |
|        | Construccions de pedra seca VIII | l'Albi   | cabana de volta | Estil: arquitectura popular |                 | bé integrant del patrimoni cultural català |                                         | Modifica les dades a Wikidata |
|        | Construccions de pedra seca X    | l'Albi   | cabana de volta | Estil: arquitectura popular |                 | bé integrant del patrimoni cultural català |                                         | Modifica les dades a Wikidata |
|        | Construccions de pedra seca XI   | l'Albi   | cabana de volta | Estil: arquitectura popular |                 | bé integrant del patrimoni cultural català |                                         | Modifica les dades a Wikidata |
|        | Construccions de pedra seca XII  | l'Albi   | cabana de volta | Estil: arquitectura popular |                 | bé integrant del patrimoni cultural català |                                         | Modifica les dades a Wikidata |
|        | Construccions de pedra seca XIII | l'Albi   | cabana de volta | Estil: arquitectura popular |                 | bé integrant del patrimoni cultural català |                                         | Modifica les dades a Wikidata |
|        | Construccions de pedra seca XIV  | l'Albi   | cabana de volta | Estil: arquitectura popular |                 | bé integrant del patrimoni cultural català |                                         | Modifica les dades a Wikidata |
|        | Construccions de pedra seca XV   | l'Albi   | cabana de volta | Estil: arquitectura popular |                 | bé integrant del patrimoni cultural català |                                         | Modifica les dades a Wikidata |

## carrer
| imatge | Nom             | Ubicat a | instància de | Detalls                                 | coordenades                                                         | Protecció                                  | Commons (més fotos)      | Dades a WD                    |
| ------ | --------------- | -------- | ------------ | --------------------------------------- | ------------------------------------------------------------------- | ------------------------------------------ | ------------------------ | ----------------------------- |
|        | Carrer Major    | l'Albi   | carrer       | Estil: arquitectura popular             | 41° 25′ 22″ N, 0° 56′ 08″ E / 41.42273°N,0.93562°E ca:Carrer Major  | bé integrant del patrimoni cultural català | Carrer Major (l'Albi)    | Modifica les dades a Wikidata |
|        | carrer del Call | l'Albi   | carrer       | Estil: arquitectura gòtica 12nd century | 41° 25′ 21″ N, 0° 56′ 10″ E / 41.422525°N,0.936125°E ca:C. del Call | bé cultural d'interès local                | Carrer del Call (l'Albi) | Modifica les dades a Wikidata |

## casa
| imatge | Nom       | Ubicat a | instància de | Detalls                        | coordenades                                                                   | Protecció                                  | Commons (més fotos) | Dades a WD                    |
| ------ | --------- | -------- | ------------ | ------------------------------ | ----------------------------------------------------------------------------- | ------------------------------------------ | ------------------- | ----------------------------- |
|        | Cal Boter | l'Albi   | casa         | Estil: arquitectura popular    | 41° 25′ 22″ N, 0° 56′ 07″ E / 41.4227°N,0.93532°E ca:Carrer Major, 19         | bé integrant del patrimoni cultural català |                     | Modifica les dades a Wikidata |
|        | Cal Melo  | l'Albi   | casa         | Estil: arquitectura popular    | 41° 25′ 23″ N, 0° 56′ 06″ E / 41.42301°N,0.93512°E ca:Carrer de la Boqueta, 1 | bé integrant del patrimoni cultural català |                     | Modifica les dades a Wikidata |
|        | Cal Moro  | l'Albi   | casa         | Estil: arquitectura popular    | 41° 25′ 22″ N, 0° 56′ 09″ E / 41.42264°N,0.93582°E ca:Carrer Major, 9         | bé integrant del patrimoni cultural català |                     | Modifica les dades a Wikidata |
|        | Cal Sort  | l'Albi   | casa         | Estil: arquitectura modernista | 41° 25′ 23″ N, 0° 56′ 14″ E / 41.42317°N,0.93715°E ca:Carrer Unió, 34         | bé integrant del patrimoni cultural català |                     | Modifica les dades a Wikidata |

## edifici
| imatge | Nom                            | Ubicat a | instància de | Detalls                                                                         | coordenades                                                                      | Protecció                                  | Commons (més fotos)            | Dades a WD                    |
| ------ | ------------------------------ | -------- | ------------ | ------------------------------------------------------------------------------- | -------------------------------------------------------------------------------- | ------------------------------------------ | ------------------------------ | ----------------------------- |
|        | Antiga Farmàcia Can Ribera     | l'Albi   | edifici      |                                                                                 | 41° 25′ 22″ N, 0° 56′ 10″ E / 41.422757°N,0.936233°E                             | bé cultural d'interès local                |                                | Modifica les dades a Wikidata |
|        | CEIP Els Aubis                 | l'Albi   | edifici      | Estil: noucentisme 20th century                                                 | 41° 25′ 27″ N, 0° 56′ 21″ E / 41.42412°N,0.93913°E ca:Av. Catalunya, 17 528 msnm | bé integrant del patrimoni cultural català | CEIP Els Aubis                 | Modifica les dades a Wikidata |
|        | Cooperativa del Camp de l'Albi | l'Albi   | edifici      | Arquitecte: Cèsar Martinell i Brunet Estil: arquitectura modernista noucentisme | 41° 25′ 25″ N, 0° 56′ 17″ E / 41.4236°N,0.93794°E ca:Avinguda Catalunya, 9       | bé cultural d'interès local                | Cooperativa del Camp de l'Albi | Modifica les dades a Wikidata |

## església
| imatge | Nom                                | Ubicat a | instància de    | Detalls                     | coordenades                                       | Protecció                                  | Commons (més fotos)               | Dades a WD                    |
| ------ | ---------------------------------- | -------- | --------------- | --------------------------- | ------------------------------------------------- | ------------------------------------------ | --------------------------------- | ----------------------------- |
|        | Ermita dels Sants Metges de l'Albi | l'Albi   | església ermita | Estil: arquitectura popular | 41° 25′ 18″ N, 0° 56′ 04″ E / 41.42174°N,0.9344°E | bé integrant del patrimoni cultural català | Ermita dels Sants Metges (l'Albi) | Modifica les dades a Wikidata |
|        | Restes d'una antiga església       | l'Albi   | església        | Estil: gòtic tardà          | 41° 25′ 24″ N, 0° 56′ 10″ E / 41.42329°N,0.936°E  | bé integrant del patrimoni cultural català |                                   | Modifica les dades a Wikidata |
|        | Santa Maria de l'Albi              | l'Albi   | església        | Estil: arquitectura barroca | 41° 25′ 19″ N, 0° 56′ 12″ E / 41.422°N,0.93666°E  | bé integrant del patrimoni cultural català | Santa Maria de l'Albi             | Modifica les dades a Wikidata |

## font
| imatge | Nom              | Ubicat a | instància de | Detalls | coordenades                                                          | Protecció | Commons (més fotos) | Dades a WD                    |
| ------ | ---------------- | -------- | ------------ | ------- | -------------------------------------------------------------------- | --------- | ------------------- | ----------------------------- |
|        | font Quadrada    | l'Albi   | font         |         | 41° 25′ 08″ N, 0° 56′ 10″ E / 41.4189896570085°N,0.936196088087526°E |           |                     | Modifica les dades a Wikidata |
|        | font de la Manxa | l'Albi   | font         |         | 41° 24′ 40″ N, 0° 57′ 27″ E / 41.4110845755102°N,0.957551010830487°E |           |                     | Modifica les dades a Wikidata |

## granja
| imatge | Nom                            | Ubicat a | instància de | Detalls | coordenades                                                          | Protecció | Commons (més fotos) | Dades a WD                    |
| ------ | ------------------------------ | -------- | ------------ | ------- | -------------------------------------------------------------------- | --------- | ------------------- | ----------------------------- |
|        | Granges del Bruno              | l'Albi   | granja       |         | 41° 25′ 12″ N, 0° 56′ 01″ E / 41.4199416047672°N,0.933533488310826°E |           |                     | Modifica les dades a Wikidata |
|        | Granges del Capblanc           | l'Albi   | granja       |         | 41° 25′ 07″ N, 0° 55′ 52″ E / 41.4185217742657°N,0.931209361136168°E |           |                     | Modifica les dades a Wikidata |
|        | Granges del Mutxatxo           | l'Albi   | granja       |         | 41° 25′ 02″ N, 0° 56′ 57″ E / 41.417177314689°N,0.94915659218986°E   |           |                     | Modifica les dades a Wikidata |
|        | Granja del Baguilla            | l'Albi   | granja       |         | 41° 24′ 59″ N, 0° 56′ 56″ E / 41.4163992985657°N,0.948984991817497°E |           |                     | Modifica les dades a Wikidata |
|        | Granja del Felip               | l'Albi   | granja       |         | 41° 24′ 44″ N, 0° 57′ 48″ E / 41.4123120191614°N,0.963279342529478°E |           |                     | Modifica les dades a Wikidata |
|        | Granja del Joaquim l'Estanquer | l'Albi   | granja       |         | 41° 24′ 38″ N, 0° 57′ 37″ E / 41.4105635076527°N,0.960163521660054°E |           |                     | Modifica les dades a Wikidata |
|        | Granja del Nus                 | l'Albi   | granja       |         | 41° 25′ 21″ N, 0° 56′ 27″ E / 41.4224675586692°N,0.940788625935853°E |           |                     | Modifica les dades a Wikidata |
|        | Granja del Sala                | l'Albi   | granja       |         | 41° 24′ 52″ N, 0° 54′ 37″ E / 41.4143719724168°N,0.91041492929433°E  |           |                     | Modifica les dades a Wikidata |
|        | Granja del Secarron            | l'Albi   | granja       |         | 41° 25′ 18″ N, 0° 56′ 17″ E / 41.4216451973029°N,0.938122265971871°E |           |                     | Modifica les dades a Wikidata |
|        | Granja del Ximet               | l'Albi   | granja       |         | 41° 25′ 06″ N, 0° 54′ 35″ E / 41.4182952327877°N,0.909714792788996°E |           |                     | Modifica les dades a Wikidata |

## jaciment arqueològic
| imatge | Nom                         | Ubicat a | instància de                                | Detalls | coordenades                                          | Protecció                                                                                        | Commons (més fotos) | Dades a WD                    |
| ------ | --------------------------- | -------- | ------------------------------------------- | ------- | ---------------------------------------------------- | ------------------------------------------------------------------------------------------------ | ------------------- | ----------------------------- |
|        | Balma de la Vall de la Coma | l'Albi   | jaciment arqueològic gruta amb art rupestre |         | 41° 27′ 08″ N, 0° 55′ 55″ E / 41.45212°N,0.93184°E   | bé d'interès cultural lloc component de Patrimoni de la Humanitat bé cultural d'interès nacional |                     | Modifica les dades a Wikidata |
|        | Reguers                     | l'Albi   | jaciment arqueològic                        |         | 41° 25′ 49″ N, 0° 54′ 52″ E / 41.430331°N,0.914577°E | bé integrant del patrimoni cultural català                                                       |                     | Modifica les dades a Wikidata |
|        | balma dels Punts            | l'Albi   | jaciment arqueològic gruta amb art rupestre |         | 41° 26′ 53″ N, 0° 54′ 23″ E / 41.448031°N,0.906467°E | bé d'interès cultural lloc component de Patrimoni de la Humanitat bé cultural d'interès nacional |                     | Modifica les dades a Wikidata |

## masia
| imatge | Nom                             | Ubicat a | instància de | Detalls | coordenades                                                          | Protecció | Commons (més fotos) | Dades a WD                    |
| ------ | ------------------------------- | -------- | ------------ | ------- | -------------------------------------------------------------------- | --------- | ------------------- | ----------------------------- |
|        | Cal Gassull                     | l'Albi   | masia        |         | 41° 26′ 57″ N, 0° 56′ 22″ E / 41.449278°N,0.939536°E                 |           |                     | Modifica les dades a Wikidata |
|        | Caseta de la Carreta el Solsona | l'Albi   | masia        |         | 41° 25′ 01″ N, 0° 57′ 11″ E / 41.4169286998343°N,0.952916827413213°E |           |                     | Modifica les dades a Wikidata |
|        | Hostal de la Manxa              | l'Albi   | masia        |         | 41° 26′ 56″ N, 0° 56′ 41″ E / 41.44895833°N,0.94483611°E             |           |                     | Modifica les dades a Wikidata |
|        | Maset del Savoi                 | l'Albi   | masia        |         | 41° 25′ 21″ N, 0° 53′ 47″ E / 41.4226112478317°N,0.89647340784848°E  |           |                     | Modifica les dades a Wikidata |
|        | Xalet del Tella                 | l'Albi   | masia        |         | 41° 24′ 08″ N, 0° 55′ 04″ E / 41.4021023041681°N,0.91773441539333°E  |           |                     | Modifica les dades a Wikidata |

## molí d'aigua
| imatge | Nom                            | Ubicat a | instància de | Detalls | coordenades                                                          | Protecció                   | Commons (més fotos) | Dades a WD                    |
| ------ | ------------------------------ | -------- | ------------ | ------- | -------------------------------------------------------------------- | --------------------------- | ------------------- | ----------------------------- |
|        | Molí el Rosselló               | l'Albi   | molí d'aigua |         | 41° 24′ 35″ N, 0° 54′ 16″ E / 41.4097174012607°N,0.904582257883632°E |                             |                     | Modifica les dades a Wikidata |
|        | Molí tocant al terme de Cervià | l'Albi   | molí d'aigua |         |                                                                      | bé cultural d'interès local |                     | Modifica les dades a Wikidata |

## Misc
| imatge | Nom                          | Ubicat a                   | instància de                                   | Detalls | coordenades                                                                                               | Protecció                                            | Commons (més fotos)      | Dades a WD                    |
| ------ | ---------------------------- | -------------------------- | ---------------------------------------------- | --- | --- | ---------------------------------------------------- | ------------------------ | ----------------------------- |
|        | Abeurador                    | l'Albi                     | abeurador                                      | Estil: arquitectura popular 19th century                                                                                                 | 41° 25′ 22″ N, 0° 56′ 11″ E / 41.42287°N,0.9363°E ca:Pl. de la Vellesa 518 msnm                           | bé integrant del patrimoni cultural català           | Abeurador (l'Albi)       | Modifica les dades a Wikidata |
|        | Castell de l'Albi            | l'Albi                     | castell                                        | Estil: arquitectura romànica arquitectura gòtica arquitectura del Renaixement arquitectura barroca arquitectura neoclàssica 13rd century | 41° 25′ 25″ N, 0° 56′ 10″ E / 41.4236°N,0.936158°E ca:Carrer del Castell, l'Albi 543 msnm                 | bé d'interès cultural bé cultural d'interès nacional | Castell de l'Albi        | Modifica les dades a Wikidata |
|        | Creueta del Plata-i-oro      | l'Albi                     | creu monumental                                | | 41° 27′ 33″ N, 0° 53′ 21″ E / 41.4592872547221°N,0.889122176206317°E                                      |                                                      |                          | Modifica les dades a Wikidata |
|        | Polígon industrial Els Colls | l'Albi                     | polígon industrial                             | | 41° 25′ 10″ N, 0° 55′ 10″ E / 41.4194801422677°N,0.919428728336022°E                                      |                                                      |                          | Modifica les dades a Wikidata |
|        | Pont del Pantano             | l'Albi                     | pont                                           | | 41° 24′ 46″ N, 0° 57′ 25″ E / 41.41273072263°N,0.95692513763813°E                                         |                                                      |                          | Modifica les dades a Wikidata |
|        | Serra Llarga                 | l'Albi les Borges Blanques | serra                                          | | 41° 27′ 11″ N, 0° 53′ 28″ E / 41.45316667°N,0.89102778°E 560.4 msnm                                       |                                                      |                          | Modifica les dades a Wikidata |
|        | Tossal de les Forques        | l'Albi                     | muntanya                                       | | 41° 26′ 10″ N, 0° 56′ 33″ E / 41.435995°N,0.94254167°E 560.6 msnm                                         |                                                      |                          | Modifica les dades a Wikidata |
|        | casa de la Vila de l'Albi    | l'Albi                     | casa consistorial                              | Estil: arquitectura popular | 41° 25′ 23″ N, 0° 56′ 10″ E / 41.42294°N,0.93618°E                                                        | bé integrant del patrimoni cultural català           | Casa de la Vila (l'Albi) | Modifica les dades a Wikidata |
|        | coster dels Reguers          | l'Albi                     | menhir                                         | | 41° 25′ 42″ N, 0° 54′ 42″ E / 41.428212220938°N,0.91171126660029°E                                        |                                                      |                          | Modifica les dades a Wikidata |
|        | l'Albi                       | l'Albi                     | entitat singular de població capital municipal | 764 hab | 41° 25′ 20″ N, 0° 56′ 13″ E / 41.42217677°N,0.93684438°E 527 msnm                                         |                                                      |                          | Modifica les dades a Wikidata |
|        | pla de les Serres            | l'Albi                     | indret                                         | | 41° 26′ 40″ N, 0° 53′ 59″ E / 41.44454°N,0.8996°E                                                         |                                                      |                          | Modifica les dades a Wikidata |
|        | plaça de la Vellesa          | l'Albi                     | plaça                                          | Estil: arquitectura popular 16th century                                                                                                 | 41° 25′ 22″ N, 0° 56′ 12″ E / 41.42287°N,0.93656°E ca:Pl. de la Vellesa 518 msnm                          | bé integrant del patrimoni cultural català           | Plaça de la Vellesa      | Modifica les dades a Wikidata |
|        | riu de Set                   | Garrigues Segrià           | curs d'aigua                                   | Desemboca: Segre Llarg: 45km | 41° 21′ 12″ N, 0° 57′ 01″ E / 41.353224°N,0.950175°E 41° 33′ 52″ N, 0° 33′ 19″ E / 41.564403°N,0.555266°E |                                                      | Riu de Set               | Modifica les dades a Wikidata |